# کاتسوهیکو تاساکا
کاتسوهیکو تاساکا (به ژاپنی: 田坂 勝彦 Tasaka Katsuhiko) (۲۸ مه ۱۹۱۴ – ۲۹ سپتامبر ۱۹۷۹) یک کارگردان ژاپنی بود. او چندین فیلم را از دهه ۱۹۳۰ به دهه ۱۹۶۰ کارگردانی کرد.